# TVP1
1 (Jeden, Program I Telewizji Polskiej, «Jedynka») телеканал компанії TVP (Telewizja Polska S.A.), польський національний канал громадського телебачення. Є першим телеканалом, що почав трансляцію в Польщі.

## TVP1 HD
В доповнення до SD мовлення, TVP1 також транслюється у HD форматі. Тестове мовлення почалось в січні 2011 року, пізніше офіційна трансляція почалась з початком UEFA Euro 2012.